# Panasonic JD series
Panasonic JD series (JD серија) је серија професионалних рачунара, производ фирме Панасоник (Panasonic) која је почела да се израђује у Јапану током 1981. године.
Користили су Intel 8085A као централни микропроцесор а RAM меморија рачунара JD series је имала капацитет од JD-700U: 32 KB (56 KB највише). 
Као оперативни систем кориштен је CP/M 2.2.

## Детаљни подаци
Детаљнији подаци о рачунару JD series су дати у табели испод.
|                       | |
| [ 1 ]                 | |
| Произвођач            | Панасоник                                                                                                   |
| Тип                   | професионални рачунар                                                                                       |
| Меморија              | JD-700U: 32 (56 највише)                                                                                    |
| Поријекло             | Јапан |
| Година                | 1981 |
| Тастатура             | тастатура са тастерима пуног помака, 94 тастера, 21 функцијски тастер, нумеричка тастатура и тастери смјера |
| Процесор              | |
| Фреквенција процесора | 2 |
| RAM                   | JD-700U: 32 (56 највише)                                                                                    |
| ROM                   | 2 (+ 2KB опциони)                                                                                           |
| Текст                 | 80 x 24 |
| Графика               | нема |
| Боја                  | нема, уграђени 12-инчни монитор са зеленим приказом                                                         |
| Звук                  | мали звучник                                                                                                |
| Димензије             | 540 x 390 x 630 / 50                                                                                        |
| Портови               | |
| Оперативни систем     | |